# زنان (ماهنامه)
زنان نشریه‌ای اجتماعی است که یک بار در ماه به صاحب امتیازی و مدیرمسئولی شهلا شرکت منتشر می‌شد. امتیاز این ماهنامه در بهمن ماه ۱۳۸۶ لغو شد. در اوایل خرداد ۱۳۹۳، نشریه زنان امروز به مدیرمسئولی شهلا شرکت منتشر شد که برخی آن را به مثابه بازگشت ماهنامه زنان دانستند.

## دوره انتشار
این ماهنامه از معدود مجلات اختصاصی زنان در ایران است و به مدت ۱۶ سال، از بهمن سال ۱۳۷۰ تا دی ۱۳۸۶ با ۱۵۲ شماره در ایران منتشر شده‌است.
به گفته بی‌بی‌سی، در نیمه اول دهه ۱۳۷۰، مجله زنان در کنار نشریاتی چون کیان، آدینه، پیام امروز، ایران فردا، دنیای سخن و جامعه سالم از نشریه‌های جریان روشنفکری ایران به‌شمار می‌رفت و در شرایطی که فمینیسم به غلط در ایران بار منفی داشت و در بعضی از آیین‌نامه‌های دولتی نیز رواج آن نهی شده بود، مسئولان ماهنامه زنان این مجله را «تنها ماهنامه فمینیستی ایران» می‌خواندند.

## بخش‌ها
- از درون جامعه شامل مقالات و گزارش‌هایی از اتفاقاتی که در خصوص موضوع زنان اتفاق افتاده‌است یا زندگی زنان را تحت تأثیر قرار می‌دهد.
- هنر معرفی هنرمندان زن یا هنرمندانی که موضوع هنر خود را زنان انتخاب کرده‌اند.
- فرهنگ و اندیشه مقالاتی در مورد وضعیت و مسایل عمومی زنان.
- ادب شامل مقالاتی دربارهٔ ادبیات و یک داستان کوتاه در هر شماره.
- دانش زندگی دانستنی‌هایی که برای زندگی و سلامت روحی و جسمی زنان مفید است.
- چشم‌انداز اطلاعات رسمی جمع‌آوری شده در مورد زنان از صفحه حوادث روزنامه‌ها گرفته تا کتاب‌های چاپ شده و سازمان‌های زنان.
- خبر اخبار حوزه زنان را پوشش می‌دهد.[۳]

## توقیف

جلد شماره ۱۴۰

نخستین بار خبرگزاری فارس در ۹ بهمن ۱۳۸۶ از قول مقامی آگاه گزارش داد که امتیاز ماهنامه زنان لغو شده‌است. در حالی‌که به گفته شهلا شرکت، مدیر مسئول و صاحب امتیاز آن، تا آن زمان هیچ نامه رسمی که حکایت از لغو مجوز ماهنامه زنان داشته باشد برای وی ارسال نشده‌است.
خبرگزاری فارس از قول یک مقام آگاه نوشت «این ماهنامه به دلیل اخلال در حقوق عمومی و تضعیف نهادهای نظامی و انقلابی از جمله بسیج، مستند به اصل ۲۴ قانون اساسی و صدر ماده ۶ قانون مطبوعات و مصوبه نشست ۲۹۸ شورای عالی امنیت ملی به تاریخ ۱۳۷۶/۸/۲۸ و تبصره ۲ از ماده ۵ قانون مطبوعات مبنی بر لازم‌الاجرا بودن این مصوبات به دلیل بی‌توجهی به تذکرات کتبی و شفاهی که پیش از این مکرراً به مدیر مسئول نشریه در باب رعایت قانون مطبوعات و سایر مقررات و دستورالعمل‌های مربوطه داده شده‌است، بنا به رأی اعضای هیئت، لغو مجوز شده‌است.» بی‌بی‌سی از قول فریده غیرت، وکیل شرکت نوشت: در یک سال گذشته که وکالت مدیرمسئول ماهنامه زنان را برعهده داشته، هیچ‌گونه شکایتی از شخصیت‌های حقیقی یا حقوقی دریافت نکرده‌است.
روزنامه نیویورک تایمز سرمقاله روز جمعه ۷ فوریه ۲۰۰۸ خود را به توقیف مجله زنان اختصاص داد و نوشت: «پرزیدنت محمود احمدی‌نژاد و متحدان تندرو وی، مدام ایالات متحده و دیگر دشمنان خارجی را سرزنش می‌کنند، اما آنچه که آنها به راستی از آن وحشت دارند، شهروندان خودشان است. راه حل بزدلانه آنها دور کردن رقبا از رای مردم و ساکت کردن هر کس که می‌تواند صدایی از مردم ایران باشد – مانند زنان، مجله برجسته‌ای برای زن‌های ایرانی و شهلا شرکت، مدیر مسئول پرشهامت این مجله».